# Hitzum
Hitzum (Fries: Hitsum) is een dorp in de gemeente Waadhoeke, in de Nederlandse provincie Friesland. Hitzum is een terpdorp en ligt tussen Harlingen en Tzum aan de Arumervaart. .
In 2023 telde het dorp 225 inwoners. De buurtschappen Doijum en Sopsum liggen in hetzelfde postcodegebied als Hitzum.

## Geschiedenis
Hoe oud het dorp precies is is niet bekend. In en rond de plaats zijn verschillende archeologische vondsten gedaan, onder een uit 6e eeuw stammende gouden sieraadmunt. Deze Noorse bracteaat is beschreven met runenopschrift foro. Verder werden er een bronzen mantelspeld, bronzen masker uit Romeinse tijd en een bronzen vrouwenbeeldje gevonden. Die laatste stamt mogelijk uit de 11e eeuw.
De eerste vermelding van de plaats dateert voor zover bekend uit de 13e eeuw als Hitsem. Daarna werd de plaats vermeld als Hitzium en Hitzum. De plaatsnaam verwijst mogelijk naar een woonplaats (heem/um) van Hitse.
Voor de gemeentelijke herindelingen in 1984 lag Hitzum in de gemeente Franekeradeel en daarna tot 2018 in de gelijknamige fusiegemeente Franekeradeel.

## Onderwijs
Tot en met 2010 had het dorp een eigen basisschool. Tijdens het laatste schooljaar 2009-2010 zaten nog maar 22 kinderen op de school en het jaar daarna zou dit tot 16 gedaald zijn, ver onder de norm van 23, die een school minimaal moet hebben om te mogen bestaan. De school is toen gefuseerd met de christelijke Rehobothschool in Achlum en het gebouw in Hitzum werd gesloten.

## Sport en cultuur

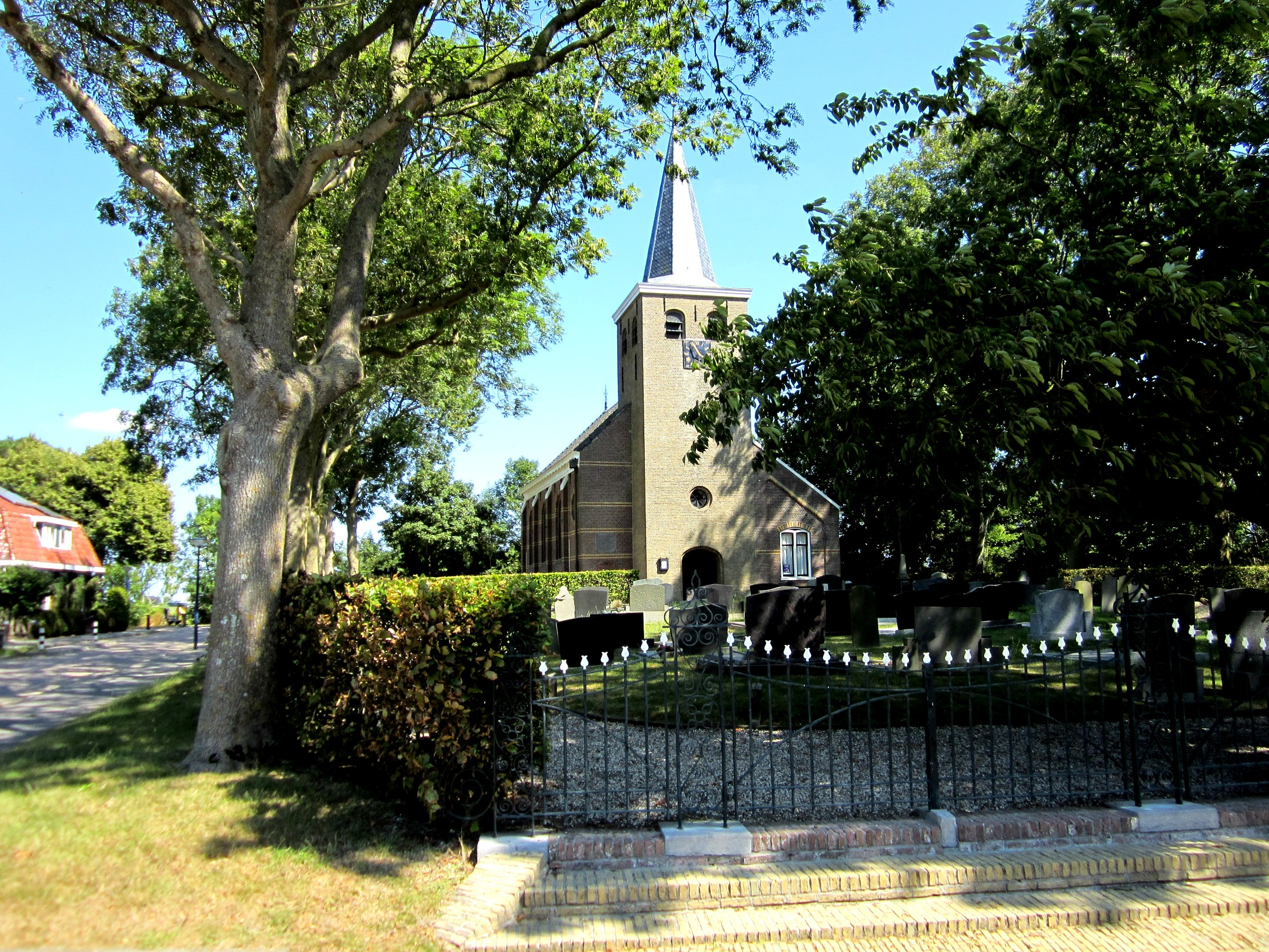
Kerk van Hitzum

Hitzum heeft naast een kerk, die stamt uit 1883 een dorpshuis. Us Doarpshûs bestaat sinds 1971.
Verder is het een actief dorp met veel verenigingen waar veel vrijwilligers lid van zijn en helpen. Zo is er onder meer een kaatsvereniging, een feestvereniging, een gym voor ouderen, een jeugdvereniging, een ijsclub (met ijsbaan) en een dorpsbelang. De kaatsvereniging is samen met het dorpshuis het middelpunt van het dorp waar de meeste activiteiten plaatsvinden. In de zomer vinden er regelmatig activiteiten plaats op het kaatsveld. Hitzum staat bekend om de dorpsfeesten.

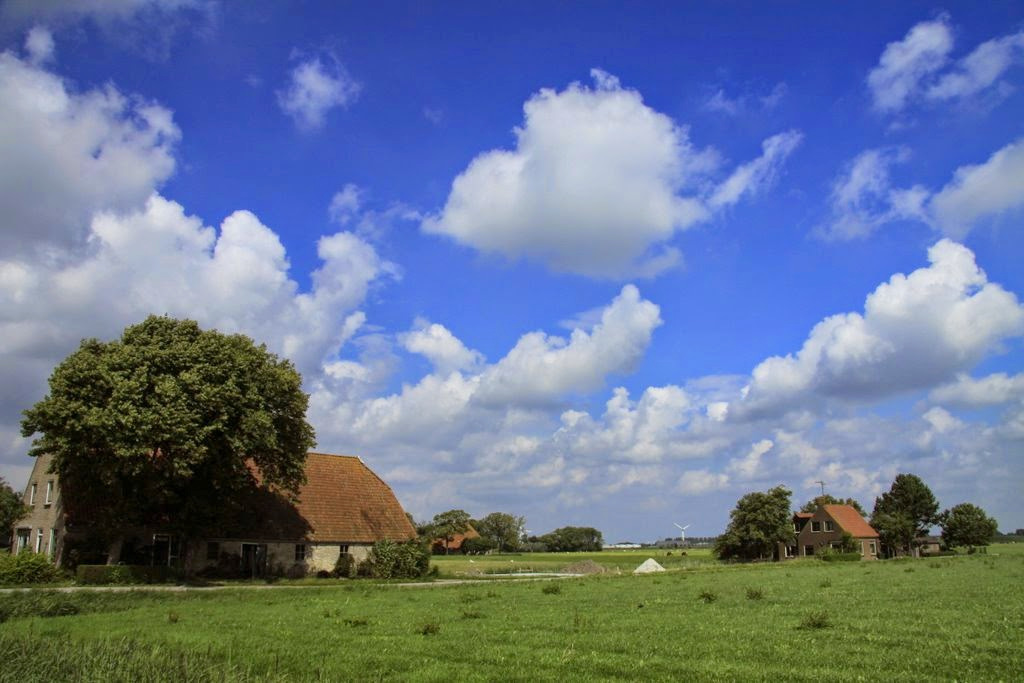
Het open landschap van Hitzum

## Geboren in Hitzum
- Jarich Hoekstra (1956-2024), hoogleraar

## Bekende (ex-)inwoners
Het adellijke geslacht Van Burmania komt uit Hitzum, de stamreeks stierf in 1825 uit. En de vooraanstaande boer Rienck Hemmema, dat bekend is van het Rekenboek van Rienck Hemmema. Dit kasboek van tussen 1569 en 1573 geeft inzicht in de agrarische werkelijkheid van die tijd.